# Adolf Thürlings
Adolf Thürlings (* 1. Juli 1844 in Kaldenkirchen; † 14. Februar 1915 in Bern) war ein deutscher altkatholischer und christkatholischer Theologe, Liturgiewissenschaftler und Verfasser des ersten Messbuches in deutscher Sprache, das zum gottesdienstlichen Gebrauch bestimmt war.

## Leben
Thürlings stammte aus dem niederrheinischen Kaldenkirchen, das heute ein Stadtteil von Nettetal in Nordrhein-Westfalen ist und war der Sohn des Peter Heinrich Adolph Thürlings, Gymnasiallehrer und Organist, und dessen Ehefrau Maria Gertrud geb. Schwippert. Er studierte Theologie und Musikwissenschaft an der Universität Bonn. Die Priesterweihe empfing er 1867. Ab 1868 war er Pfarrvikar in Heinsberg. Nachdem er sich der Altkatholischen Kirche angeschlossen hatte, wurde er 1871 durch den Kölner Erzbischof Paulus Melchers suspendiert und exkommuniziert. Von 1872 bis 1887 war er alt-katholischer Pfarrer in Kempten (Allgäu).
Von der Universität München wurde er 1877 zum Dr. phil. promoviert. Ab 1887 lehrte er als Professor für systematische Theologie an der christkatholisch-theologischen Fakultät der Universität Bern. Thürlings war mehrmals Dekan seiner Fakultät und von 1906 bis 1907 Rektor der Universität Bern. Daneben lehrte er auch Liturgik und Kirchenmusik. Er gilt als Schöpfer der Liturgie der deutschen alt-katholischen Kirche, in deren Klerus er zeitlebens blieb, und verfasste das 1893 erschienene Gesangbuch der christkatholischen Kirche sowie die zugehörigen Orgelbücher. Thürlings publizierte auch zu musikwissenschaftlichen Themen. 1908 wurde er Dr. h. c. theol. der Universität Bern.
Thürlings heiratete am 17. März 1888 Brunhilde Böhner, Harfenistin im Kölner Gürzenich-Orchester und später Harfenlehrerin am Konservatorium Köln. Das Ehepaar hatte einen Sohn, Adolf Thürlings (1889–1963).

## Veröffentlichungen
- Liturgisches Gebetbuch nebst einem Liederbuch als Anhang. Mannheim 1885
- G.H. de Palestrinas „Hohes Lied“. Leipzig
- Die schweizerischen Tonmeister im Zeitalter der Reformation. Bern 1903
- Ludwig Senfl, Werke. Leipzig 1903